# Coupe d'Europe des nations d'athlétisme 1995
Navigation
CE des nations 1994 CE des nations 1996
La 16e coupe d'Europe des nations d'athlétisme se déroule les 24 et 25 juin 1995 en France, au Stadium Nord de Villeneuve-d'Ascq (près de Lille) pour la Superligue, et les 10 et 11 juin 1995 à Bâle et Turku pour la 1re division, à Tallinn et Velenje pour la 2e division. Elle comporte 20 épreuves chez les hommes et 17 chez les femmes, chez lesquelles l'épreuve du 3 000 mètres est remplacée par 5 000 mètres.
L'Allemagne remporte l'épreuve masculine et la Russie, l'épreuve féminine. La Coupe est marquée par la performance de Jonathan Edwards au triple saut (18,43 m). Malheureusement le vent était légèrement trop favorable (+2,4 m/s) et Edwards dut se contenter d'un record national à 17,72 m réalisé par vent régulier (+0,5 m/s).

## Superligue
Chez les hommes l'Allemagne l'emporte, malgré 7 épreuves remportées par les Britanniques, dont le triple bond d'Edwards à 18,43 m et le doublé 100 m / 200 m de Linford Christie.
| Place | Pays        | Points |
| ----- | ----------- | ------ |
| 1     | Allemagne   | 117    |
| 2     | Royaume-Uni | 107    |
| 3     | Russie      | 105    |
| 4     | Italie      | 96,5   |
| 5     | Ukraine     | 82     |
| 6     | Suède       | 78,5   |
| 7     | Espagne     | 67     |
| 8     | Pologne     | 66     |

| Place | Pays        | Points |
| ----- | ----------- | ------ |
| 1     | Russie      | 117    |
| 2     | Allemagne   | 100    |
| 3     | Royaume-Uni | 85     |
| 4     | France      | 75     |
| 5     | Ukraine     | 75     |
| 6     | Biélorussie | 71     |
| 7     | Italie      | 52     |
| 8     | Pologne     | 37     |

## Résultats par épreuve

### Hommes
| Épreuve | Or                                                                  | Or             | Argent                                                          | Argent         | Bronze                                                              | Bronze         |
| --- | ------------------------------------------------------------------- | -------------- | --------------------------------------------------------------- | -------------- | ------------------------------------------------------------------- | -------------- |
| 100 m Vent : (+2,0 m/s) | Linford Christie GBR                                                | 10 s 05 CR     | Andrey Grigoryev RUS                                            | 10 s 27        | Matias Ghansah SWE Ezio Madonia ITA                                 | 10 s 32        |
| 200 m Vent : (+1,9 m/s) | Linford Christie GBR                                                | 20 s 11 CR     | Vladislav Dologodin UKR                                         | 20 s 35        | Aleksandr Sokolov RUS                                               | 20 s 64        |
| 400 m | Mark Richardson GBR                                                 | 45 s 43        | Andrea Nuti ITA                                                 | 46 s 40        | Karsten Just GER                                                    | 46 s 42        |
| 800 m | Nico Motchebon GER                                                  | 1 min 46 s 75  | Andrzej Jakubiec POL                                            | 1 min 47 s 15  | Andrea Giocondi ITA                                                 | 1 min 47 s 33  |
| 1 500 m | Rüdiger Stenzel GER                                                 | 3 min 42 s 58  | Vyacheslav Shabunin RUS                                         | 3 min 42 s 59  | Fermín Cacho ESP                                                    | 3 min 44 s 20  |
| 5 000 m | Gennaro Di Napoli ITA                                               | 13 min 45 s 57 | John Nuttall GBR                                                | 13 min 46 s 82 | Manuel Pancorbo ESP                                                 | 13 min 48 s 93 |
| 10 000 m | Stefano Baldini ITA                                                 | 28 min 45 s 77 | Stephan Freigang GER                                            | 28 min 46 s 34 | Alejandro Gómez ESP                                                 | 28 min 46 s 76 |
| 3 000 m steeple | Alessandro Lambruschini ITA                                         | 8 min 21 s 94  | Steffen Brand GER                                               | 8 min 24 s 00  | Javier Rodríguez ESP                                                | 8 min 25 s 03  |
| 110 m haies Vent : (+1,0 m/s) | Florian Schwarthoff GER                                             | 13 s 28        | Andy Tulloch GBR                                                | 13 s 64        | Dmitriy Kolesnichenko UKR                                           | 13 s 67        |
| 400 m haies | Laurent Ottoz ITA                                                   | 49 s 30        | Ruslan Mashchenko RUS                                           | 49 s 49        | Sven Nylander SWE                                                   | 49 s 64        |
| 4 × 100 m | GBR Jason Gardener Tony Jarrett Darren Braithwaite Linford Christie | 38 s 73        | GER Christian Konieczny Robert Kurnicki Michael Huke Marc Blume | 39 s 12        | ITA Angelo Cipolloni Alessandro Orlandi Ezio Madonia Andrea Colombo | 39 s 19        |
| 4 × 400 m | GBR Iwan Thomas Adrian Patrick Mark Richardson Roger Black          | 3 min 00 s 34  | ITA Marco Vaccari Fabrizio Mori Alessandro Aimar Andrea Nuti    | 3 min 04 s 27  | GER Kai Karsten Daniel Bittner Markus Rau Uwe Jahn                  | 3 min 04 s 28  |
| Saut en hauteur | Steve Smith GBR                                                     | 2,31 m         | Patrik Sjöberg SWE                                              | 2,31 m         | Artur Partyka POL                                                   | 2,25 m         |
| Saut à la perche | Igor Trandenkov RUS                                                 | 5,80 m CR      | Patrik Stenlund SWE                                             | 5,60 m         | Javier García ESP                                                   | 5,50 m         |
| Saut en longueur | Stanislav Tarasenko RUS                                             | 8,32 m w       | Konstantin Krause GER                                           | 8,11 m         | Vitaliy Kirilenko UKR                                               | 8,11 m w       |
| Triple saut | Jonathan Edwards GBR                                                | 18,43 m w      | Jacek Butkiewicz POL                                            | 17,14 m w      | Arne Holm SWE                                                       | 16,70 m w      |
| Lancer du poids | Aleksandr Bagach UKR                                                | 20,65 m        | Oliver-Sven Buder GER                                           | 20,28 m        | Paolo Dal Soglio ITA                                                | 19,80 m        |
| Lancer du disque | Lars Riedel GER                                                     | 68,76 m CR     | Sergey Lyakhov RUS                                              | 63,82 m        | Robert Weir GBR                                                     | 62,94 m        |
| Lancer du marteau | Ilya Konovalov RUS                                                  | 79,66 m        | Vadim Kolesnik UKR                                              | 77,00 m        | Karsten Kobs GER                                                    | 76,32 m        |
| Lancer du javelot | Raymond Hecht GER                                                   | 87,24 m        | Andrey Moruyev RUS                                              | 82,80 m        | Steve Backley GBR                                                   | 81,96 m        |
| Records et Performances - AR : Record continental (area record) - CR : Record des championnats (championship record) - MR : Record du meeting (meet record) - NR : Record national (national record) - OR : Record olympique (olympic record) - PR : Record paralympique (paralympic record) - PB : Record personnel (personal best) - SB : Meilleure performance personnelle de la saison (season's best) - WL : Meilleure performance mondiale de l'année (world leader) - WJR : Record du monde junior (world junior record) - WR : Record du monde (world record) Circonstances et Conditions - DNF : N'a pas terminé (did not finish) - DNS : N'a pas pris le départ (did not start) - DQ : Disqualification (disqualification) - NM : Aucun essai valable enregistré (No Mark) - Q : Qualifié « directement » au prochain tour (ou à la prochaine compétition), lors d'une compétition majeure, grâce au classement ou à la réalisation des minima (automatic qualifier) - q : Qualifié au prochain tour (ou à la prochaine compétition), lors d'une compétition majeure, grâce au repêchage ou à la réalisation de l'une des meilleures performances parmi celles des « non qualifiés directement » (grâce au meilleur temps ou à la meilleure distance par exemple) (secondary qualifier) |                                                                     |                |                                                                 |                |                                                                     |                |

### Femmes
| Épreuve | Or                                                                             | Or             | Argent                                                                    | Argent         | Bronze                                                         | Bronze         |
| --- | ------------------------------------------------------------------------------ | -------------- | ------------------------------------------------------------------------- | -------------- | -------------------------------------------------------------- | -------------- |
| 100 m Vent : (+2,0 m/s) | Melanie Paschke GER                                                            | 11 s 08        | Yekaterina Leshchova RUS                                                  | 11 s 16        | Delphine Combe FRA                                             | 11 s 30        |
| 200 m Vent : (+0,8 m/s) | Silke Knoll GER                                                                | 22 s 45        | Marina Trandenkova RUS                                                    | 22 s 67        | Viktoriya Fomenko UKR                                          | 22 s 75        |
| 400 m | Melanie Neef GBR                                                               | 51 s 35        | Yuliya Sotnikova RUS                                                      | 51 s 81        | Yelena Rurak UKR                                               | 52 s 92        |
| 800 m | Yelena Afanasyeva RUS                                                          | 1 min 59 s 26  | Patricia Djaté FRA                                                        | 1 min 59 s 73  | Natalya Dukhnova BLR                                           | 2 min 00 s 07  |
| 1 500 m | Kelly Holmes GBR                                                               | 4 min 07 s 02  | Yekaterina Podkopayeva RUS                                                | 4 min 07 s 88  | Svetlana Miroshnik UKR                                         | 4 min 07 s 94  |
| 5 000 m | Viktoriya Nenasheva RUS                                                        | 15 min 16 s 06 | Alison Wyeth GBR                                                          | 15 min 19 s 44 | Tamara Koba UKR                                                | 15 min 20 s 97 |
| 10 000 m | Maria Guida ITA                                                                | 32 min 01 s 75 | Uta Pippig GER                                                            | 32 min 14 s 66 | Alla Zhilyayeva RUS                                            | 32 min 17 s 62 |
| 100 m haies Vent : (+1,5 m/s) | Yuliya Graudyn RUS                                                             | 12 s 86        | Yelena Ovcharova UKR                                                      | 12 s 88        | Jacqui Agyepong GBR                                            | 12 s 90        |
| 400 m haies | Marie-José Pérec FRA                                                           | 54 s 51        | Tatyana Kurochkina BLR                                                    | 55 s 59        | Tatyana Tereshchuk UKR                                         | 56 s 05        |
| 4 × 100 m | RUS Natalya Voronova Galina Malchugina Marina Trandenkova Yekaterina Leshchova | 42 s 74        | GER Melanie Paschke Birgit Rockmeier Silke-Beate Knoll Silke Lichtenhagen | 43 s 15        | FRA Patricia Girard Odiah Sidibé Delphine Combe Maguy Nestoret | 43 s 63        |
| 4 × 400 m | RUS Yelena Andreyeva Tatyana Chebykina Yuliya Sotnikova Olga Nazarova          | 3 min 24 s 69  | GER Karin Janke Jana Schönenberger Sandra Kuschmann Uta Rohländer         | 3 min 26 s 23  | UKR Viktoriya Fomenko Yana Manuylova Olga Moroz Yelena Rurak   | 3 min 27 s 33  |
| Saut en hauteur | Alina Astafei GER                                                              | 1,98 m         | Stefka Kostadinova BUL                                                    | 1,94 m         | Yelena Topchina RUS                                            | 1,90 m         |
| Saut en longueur | Heike Drechsler GER                                                            | 7,04 m w       | Fiona May ITA                                                             | 6,98 m w       | Nadine Caster FRA                                              | 6,94 m         |
| Triple saut | Ashia Hansen GBR                                                               | 14,37 m CR     | Yelena Sinchukova RUS                                                     | 14,30 m w      | Zhanna Gureyeva BLR                                            | 14,25 m        |
| Lancer du poids | Astrid Kumbernuss GER                                                          | 20,00 m        | Irina Korzhanenko RUS                                                     | 18,32 m        | Judy Oakes GBR                                                 | 18,17 m        |
| Lancer du disque | Natalya Sadova RUS                                                             | 66,86 m        | Ilke Wyludda GER                                                          | 66,04 m        | Irina Yatchenko BLR                                            | 64,46 m        |
| Lancer du javelot | Steffi Nerius GER                                                              | 68,42 m        | Natalya Shikolenko BLR                                                    | 63,42 m        | Yekaterina Ivakina RUS                                         | 61,36 m        |
| Records et Performances - AR : Record continental (area record) - CR : Record des championnats (championship record) - MR : Record du meeting (meet record) - NR : Record national (national record) - OR : Record olympique (olympic record) - PR : Record paralympique (paralympic record) - PB : Record personnel (personal best) - SB : Meilleure performance personnelle de la saison (season's best) - WL : Meilleure performance mondiale de l'année (world leader) - WJR : Record du monde junior (world junior record) - WR : Record du monde (world record) Circonstances et Conditions - DNF : N'a pas terminé (did not finish) - DNS : N'a pas pris le départ (did not start) - DQ : Disqualification (disqualification) - NM : Aucun essai valable enregistré (No Mark) - Q : Qualifié « directement » au prochain tour (ou à la prochaine compétition), lors d'une compétition majeure, grâce au classement ou à la réalisation des minima (automatic qualifier) - q : Qualifié au prochain tour (ou à la prochaine compétition), lors d'une compétition majeure, grâce au repêchage ou à la réalisation de l'une des meilleures performances parmi celles des « non qualifiés directement » (grâce au meilleur temps ou à la meilleure distance par exemple) (secondary qualifier) |                                                                                |                |                                                                           |                |                                                                |                |

## Première division
La 1re division (First League), divisée en deux groupes, se dispute à Bâle (Suisse) et à Turku (Finlande) les 10 et 11 juin 1995.
| Place | Pays     | Points |
| ----- | -------- | ------ |
| 1     | France   | 122,5  |
| 2     | Norvège  | 101    |
| 3     | Tchéquie | 98,5   |
| 4     | Portugal | 88     |
| 5     | Suisse   | 84     |
| 6     | Danemark | 80,5   |
| 7     | Pays-Bas | 73,5   |
| 8     | Belgique | 70     |

| Place | Pays        | Points |
| ----- | ----------- | ------ |
| 1     | Finlande    | 122    |
| 2     | Biélorussie | 102    |
| 3     | Roumanie    | 101,5  |
| 4     | Grèce       | 100    |
| 5     | Hongrie     | 90,5   |
| 6     | Lettonie    | 83,5   |
| 7     | Bulgarie    | 60,5   |
| 8     | Slovaquie   | 59     |

| Place | Pays     | Points |
| ----- | -------- | ------ |
| 1     | Espagne  | 94     |
| 2     | Portugal | 88     |
| 3     | Tchéquie | 86,5   |
| 4     | Norvège  | 82     |
| 5     | Pays-Bas | 78     |
| 6     | Suisse   | 74     |
| 7     | Belgique | 56     |
| 8     | Autriche | 53,5   |

| Place | Pays     | Points |
| ----- | -------- | ------ |
| 1     | Bulgarie | 117    |
| 2     | Roumanie | 106    |
| 3     | Finlande | 98     |
| 4     | Hongrie  | 72     |
| 5     | Grèce    | 68     |
| 6     | Suède    | 65     |
| 7     | Lituanie | 46     |
| 8     | Turquie  | 39     |

## Seconde division
La 2e division (Second League), divisée en deux groupes au lieu de trois, se dispute à Tallinn (Estonie) et à Velenje (Slovénie) les 10 et 11 juin 1995. La Slovénie fait coup double chez elle en qualifiant ses deux équipes en division supérieure
.
| Place | Pays           | Points |
| ----- | -------------- | ------ |
| 1     | Autriche       | 109    |
| 2     | Irlande        | 100    |
| 3     | RF Yougoslavie | 99     |
| 4     | Estonie        | 81     |
| 5     | Islande        | 72     |
| 6     | Lituanie       | 50     |
| 7     | AASSE          | 43     |

| Place | Pays     | Points |
| ----- | -------- | ------ |
| 1     | Slovénie | 101    |
| 2     | Turquie  | 95     |
| 3     | Croatie  | 94     |
| 4     | Chypre   | 91     |
| 5     | Moldavie | 73     |
| 6     | Israël   | 71     |
| 7     | Albanie  | 30     |

| Place | Pays           | Points |
| ----- | -------------- | ------ |
| 1     | Danemark       | 97     |
| 2     | Islande        | 81     |
| 3     | Irlande        | 74     |
| 4     | Estonie        | 72     |
| 5     | Lettonie       | 69     |
| 6     | RF Yougoslavie | 47     |
| 7     | AASSE          | 35     |

| Place | Pays      | Points |
| ----- | --------- | ------ |
| 1     | Slovénie  | 106    |
| 2     | Croatie   | 88     |
| 3     | Slovaquie | 79     |
| 4     | Chypre    | 64     |
| 5     | Moldavie  | 49     |
| 6     | Albanie   | 42     |
| 7     | Israël    | 41     |

|  | Vainqueur de la compétition |  | Promotion en division supérieure |  | Relégation en division inférieure |